# Paul Berliet
Pour les articles homonymes, voir Berliet.
 (octobre 2012).
Paul Berliet, né le 5 octobre 1918 à Lyon (Rhône) et mort le 7 août 2012 dans la même ville, est un industriel français, fils du fondateur de l'entreprise de même nom, Marius Berliet,,.
Il fut à la direction de l'entreprise Berliet pendant de longues années. Il est également à l'origine de la création de la Fondation de l'Automobile Marius-Berliet, qui possède un conservatoire (d'environ 300 véhicules) basé au Montellier dans l'Ain, depuis 1982. Il fut maire de cette commune dans les années 1960-1970.
Paul Berliet a été inhumé le 10 août 2012 au Montellier.

## Biographie
Né à Lyon, 39, avenue Esquirol, le 5 octobre 1918, Paul Berliet est le septième et avant-dernier enfant de Marius et Louise, née Saunière.
Son père Marius Berliet (1866 – 1949), canut c’est-à-dire tisseur à façon, construit sa première voiture en 1895 et est le créateur de l’entreprise qui portera son nom. La famille de Marius Berliet appartient à la Petite Église – la fraction des catholiques qui n’a pas accepté les termes du Concordat de 1801. Marius Berliet a quitté la Petite Église en 1911, mais ses principes ont imprégné l’éducation qu’il a donnée à ses enfants.

### Enfance et adolescence
Mademoiselle Burin, l’institutrice, vient à domicile dispenser les cours aux jeunes Berliet jusqu’à ce qu’ils atteignent l’âge de huit ans. Les garçons fréquentent ensuite l’École Ozanam.[réf. nécessaire]
Dès 1932 et pendant trois années, Paul rejoint en septembre, l’École d’apprentis Berliet à l’usine de Monplaisir où il apprend, selon l’expression de son père « à se servir de ses mains ». En 1935, après son échec au concours d’entrée à l’École centrale de Lyon, il intègre les différents services de l’usine de Vénissieux à l’échelon le plus bas. Cette période est entrecoupée d’un stage de quatre mois chez le constructeur britannique de machines-outils Herbert à Coventry.
À partir de mars 1938, il effectue son service militaire à l’École militaire de haute montagne à Chamonix. Il termine son temps militaire en qualité de sergent-moniteur et est mobilisé dans le 199e Bataillon de chasseurs de haute montagne.

### Premières responsabilités industrielles
Après l’Armistice, il réintègre l’entreprise où la responsabilité des Fonderies lui est confiée. En 1942, il est nommé directeur général des fabrications.[réf. nécessaire]
La production de "gazobois" est maintenue tant bien que mal malgré les pénuries de matériaux et tombe à 4 véhicules par jour jusqu’au bombardement de l’usine en mai 1944. Marius Berliet arrête les productions. À l’automne, Yves Farge, Commissaire de la République, donne instruction à Paul Berliet de redémarrer les usines. L’usine est mise sous séquestre et dotée d’un administrateur provisoire, Marcel Mosnier.
En septembre 1944, Automobiles M. Berliet est devenue un enjeu politique ; Marius Berliet et ses enfants sont dépossédés de l’entreprise.
En novembre 1949 l’arrêt du Conseil d’État rend l’entreprise à la famille Berliet. Elle compte alors 7 500 personnes qui fabriquent 17 véhicules par jour.

### Années 1950
Il est nommé en 1954 directeur général adjoint des Automobiles M. Berliet.
Tout en modernisant les moyens industriels de l’usine de Vénissieux et en élargissant la gamme de produits (véhicules d’incendie, autocar et autobus, matériels pour l’exploration pétrolière avec le T 100), il se tourne vers les pays en voie de développement. En précurseur, il est conscient de la nécessité de les amener à assembler, puis construire des véhicules pour leurs propres besoins de développement, il établit des installations de montage dans plusieurs pays : le Brésil en 1954, l’Algérie en 1957, le Maroc en 1958. (Constitution S.A Berliet do Brazil Industria et Commercio: délibération CA AMB 09/10/1954 - Constitution Société Africaine des Automobiles Berliet (SADAB) : délibération CA  AMB  20/05/1958 - Constitution Société Marocaine des Automobiles M. Berliet : délibération du CA AMB 24//03/1958).
La Mission Ténéré (1959-1960) consacre les performances de la "Gazelle" – camion GBC 8 6x6 – et offre l’exemple d’un partenariat original et réussi entre Université – Industrie. La moisson d’objets lithiques, qui apporte de nouvelles connaissances sur les contrées désertiques  traversées, sera à l’origine d’une initiative spirituelle de mécénat industriel, la restauration de l’Abbaye de Sénanque (Vaucluse).
En décembre 1959, Berliet absorbe la société Lyonnaise de Vélocipèdes et Automobiles Rochet-Schneider et récupère le site Feuillat .

### Années 1960
En 1962, Paul Berliet accède à la présidence d’Automobiles M. Berliet, succédant à Émile Parfait , nommé en 1949 (délibération CA AMB 25/06/1962). La même année, il crée le Centre d’études et de recherches, l’objectif étant de travailler à développer une avance conceptuelle. Elle se matérialisera notamment par la suspension oléo-pneumatique (brevet no 1 418 898 du 28/10/165), des dispositifs d’automatisme (changement de vitesses brevet no 2 058 760), l’injection directe diesel.
L’industriel conduit une politique de décentralisation des sites de production dans la région Rhône-Alpes, rapprochant les usines des bassins d’emploi qui souffrent du déclin de leurs activités traditionnelles : Bourg-en-Bresse (dans l'Ain) affecté par la mécanisation de l’agriculture (Projet de décentralisation à Bourg-en-Bresse dans l'Ain approuvé par le FDES - Fonds de développement économique et social - le 17/07/1963 / CA AMB 11/10/1963), Saint-Étienne (dans le département de la Loire) touché par la fermeture des mines. (Construction et démarrage production de l'usine de boites de vitesses à Andrezieux-Bouthéon près de Saint-Étienne en octobre 1970 : AGO AMB 14/05/1971), L’Arbresle (dans le département du Rhône) marqué par la cessation des activités textiles (Participation à l'augmentation de capital de Comela - Constructions mécaniques de l'Arbresle - délibération CA AMB 25/06/62).
En 1963, il déclare à Genève, à l’occasion d’une conférence des Nations unies : « Permettre aux pays peu développés d’accéder à leur indépendance économique, cela suppose de la part des constructeurs un esprit envisageant sans arrière-pensée d’aboutir un jour à la seule vente de leurs licences, de leurs brevets à des concurrents qu’ils auront eux-mêmes forgés ».
Dans cet esprit, il poursuit la conclusion de contrats d’industrialisation, d’assistance technique et de formation avec des pays en voie de développement : la Tunisie, le Sénégal. Les deux plus importants seront signés et mis en œuvre avec la République Populaire de Chine en 1965 et la République Algérienne Démocratique et Populaire en 1970 (Accords conclus le 03/06/1965 avec la République Populaire de Chine - RPC - pour des contrats de transfert de technologie portant sur  4 véhicules Berliet).
Il établira ainsi des relations avec des chefs d’État : Bourguiba, Léopold Sédar Senghor, Mohammed V, Houari Boumédiène, Fidel Castro, Edward Gierek, Deng Xiaoping qui visite Automobiles M. Berliet lors de sa visite à Vénissieux.
En 1967, Paul Berliet signe un accord d’association avec Automobiles Citroën qui appartient au Groupe Michelin. Il conserve sa fonction de président directeur général d’Automobiles M. Berliet et est coopté administrateur de Citroën S.A. (Ratification de la nomination de Paul Berliet  c/06/1968 comme administrateur de Citroën SA 27/06/1968).

### Années 1970
Au sein du groupe Michelin, l’entrepreneur maintient sa politique d’expansion. En 1967, la production s'élève à 15 240 véhicules et à 24 198 en 1974 (compte rendu annuel d'activité de chaque exercice). Négociations avec SONACOME (Société nationale de constructions mécaniques) Algérie, en vue de la fourniture d'un complexe de fabrication de VI - AGO AMB 22/05/1970. Accords pour la conception, la construction et la mise en activité d'un complexe industriel de fabrication d'une gamme de 7 VI - AGO AMB 14/05/1971.
La reprise de l’usine des Pompes Guinard à Saint-Alban-Leysse en (Savoie) est à l’origine  de CAMIVA (Constructeurs Associés de Matériels d’Incendie, de Voirie et Aviation).
Un nouveau centre de production  est construit à Saint-Priest (Rhône) en 1972. La même année, un accord de transfert de technologie est signé avec la Pologne (signature le 01/08/1972 avec Polmot - Industrie Automobile Polonaise - d'accords de licence et de coopération technique pour la livraison et la fabrication par l'industrie polonaise de 2 types d'autobus Berliet).
En décembre 1974, les pouvoirs publics mettent en œuvre un programme de restructuration de l’industrie automobile française et imposent à Michelin de céder Automobiles M. Berliet à la Régie nationale des usines Renault (RNUR).
À cette date, les effectifs d’Automobiles M. Berliet dépassent 24 000 personnes et la capacité de production est de 140 véhicules par jour. Paul Berliet reçoit le Grand Prix des Oscars 1971 de l' Exportation le 21/10/1971.
Lorsque la RNUR fusionne sa propre filiale poids lourd Saviem avec Berliet qui devient Renault Véhicules Industriels, Paul Berliet en est nommé vice-président (AGO Renault VI 23/07/1979).

### La Fondation de l’Automobile Marius Berliet
À la veille de sa retraite, en 1982, il entreprend une nouvelle aventure. Il crée la Fondation de l'Automobile Marius-Berliet, reconnue d’utilité publique, qui a pour objet la sauvegarde et la valorisation du patrimoine automobile de la région Rhône-Alpes et de l’histoire des véhicules industriels de l’ensemble des marques françaises, ceci afin que les jeunes générations puissent connaître le travail de ceux qui les ont précédés et dont ils sont les héritiers.
Le camion Berliet M. 1910 est classé Monument Historique en 1988 en qualité de « représentant de la première génération de camion ».
Fin 2008, il cède la présidence de la Fondation Berliet à son neveu – petit-fils de Marius Berliet – Philippe Brossette, et en est nommé président-fondateur.
En 2012, la collection compte 300 véhicules – dont près de 200 représentant 30 marques sont restaurés. La plupart de ces pièces sont abritées dans un Conservatoire – qui n’est pas un musée – situé au Montellier à une trentaine de kilomètres au nord de Lyon, d'une surface de 7 000 m2 construite en 7 étapes étalées sur 30 ans.

### Comité France-Chine
Paul Berliet a créé le Comité France-Chine en 1975, l’a présidé et animé jusqu’à fin 1983. Jusqu’à ses derniers moments, les autorités chinoises lui ont toujours témoigné admiration et respect en sa qualité de « vieil ami de la Chine ». Paul Berliet a quitté ses fonctions professionnelles fin 1983. En 1992, il fait partie de la quinzaine de personnalités françaises invitées au 40e anniversaire du CCPIT (China Council for the Promotion of International Trade) ; en 1998, il est l'un des deux Français distingués Membre d'honneur du CCPIT en Chine ; en août 2012, l'ambassadeur de la RPC à Paris se fit officiellement représenter aux obsèques du défunt.

## Distinctions
- Officier de la Légion d’honneur en 1975
- Commandeur des Arts et Lettres en 1982
- Lauréat de la Grande Médaille d’Or 2011 de l’Académie du Mérite et Dévouement français.

### Vidéos
- [vidéo] « Paul Berliet - France », sur YouTube, 4 avril 2019 (consulté le 8 mars 2013)